# (30245) Paigesmith
(30245) Paigesmith est un astéroïde de la ceinture principale d'astéroïdes.

## Description
(30245) Paigesmith est un astéroïde de la ceinture principale d'astéroïdes. Il fut découvert le 28 avril 2000 à Socorro (Nouveau-Mexique) par le projet LINEAR. Il présente une orbite caractérisée par un demi-grand axe de 2,57 UA, une excentricité de 0,11 et une inclinaison de 6,4° par rapport à l'écliptique.

## Compléments